# Tychyj (okres Užhorod)
Tychyj (česky Tichá, ukrajinsky Тихий, maďarsky Tiha) je obec v územní komunitě (hromadě) Stavne v okresu Užhorod na Zakarpatské Ukrajině. Nachází se na východním okraji Lemkoviny. Nedaleko se nachází ljutnjanské naleziště plynu. V roce 2001 zde žilo 504 obyvatel. Celá obec měla (v roce 2025) 778 obyvatel.

## Části obce
- Tychyj
- Husnyj
- Suchyj[3]

## Historie
Jako datum založení obce je uváděn rok 1588, kdy byla tato obec založena šoltysem. Do uzavření Trianonské smlouvy byla obec součástí Uherska, poté (pod názvem Tichá) byla součástí Československa. Od roku 1945 byla součástí Ukrajinské sovětské socialistické republiky, která byla součástí Sovětského svazu; nakonec od roku 1991 je součástí samostatné Ukrajiny.